# Jay Thomas
Pour les articles homonymes, voir Thomas et Terrell.
Jon Thomas Terrell, dit Jay Thomas, est un acteur, humoriste et animateur de radio américain, né le 12 juillet 1948 à Kermit (Texas) et mort le 24 aout 2017.

## Biographie
Jay Thomas a grandi à La Nouvelle-Orléans.[réf. nécessaire]
Il est l'invité annuel du Late Show with David Letterman durant la période de Noël.[réf. nécessaire]

## Filmographie

### Cinéma
- 1995 : Professeur Holland (Mr. Holland's Opus)
- 2002 : Hyper Noël (The Santa Clause 2)
- 2004 : Scott, le film (Teacher's Pet) (voix)
- 2006 : Super Noël 3 : Méga Givré (The Santa Clause 3: The Escape Clause)
- 2009 : En cloque mais pas trop (Labor Pains)

### Télévision
- 1990 : Panique en plein ciel (Miracle Landing, Atterrissage miracle)
- 1998 : Rendez-vous à la Maison-Blanche (My Date With the President's Daughter) (TV)
- 1999 : Hercule : Arès (voix)
- 2002 : New York, unité spéciale : Joe Sherman (saison 4, épisode 3)
- 2004 : Le Monde de Joan (série)
- 2015 : NCIS : Nouvelle-Orléans : Marc Maslow (saison 2, épisode 8)